# Przeminęło z wiatrem (film)
Przeminęło z wiatrem (ang. Gone with the Wind) – amerykański melodramat filmowy z 1939 roku produkcji Davida O. Selznicka, w reżyserii Victora Fleminga, George’a Cukora i Sama Wooda, ze scenariuszem Sidneya Howarda stworzonym na podstawie powieści Margaret Mitchell. Główne role w filmie zagrali Vivien Leigh i Clark Gable. Zdjęcia kręcono w Kalifornii.
W roku 1989 został jednym z pierwszych 25 filmów wprowadzonych do Narodowego Rejestru Filmowego Stanów Zjednoczonych jako „znaczących kulturowo, historycznie bądź estetycznie”.

## Fabuła
Fabuła filmu jest osadzona w czasach wojny secesyjnej i jest przedstawiana z pozycji pięknej Scarlett O’Hary, córki plantatora z Południa, Geralda O’Hary. Przegrana wojna wystawia na ciężką próbę przyzwyczajoną do wygód Scarlett. Na tym tle rozgrywa się historia wielkiej miłości Rhetta Butlera do pięknej Scarlett.

## Obsada
- Vivien Leigh – Katie Scarlett O’Hara−Hamilton−Kennedy−Butler, główna bohaterka
- Clark Gable – Rhett Butler, trzeci mąż Scarlett
- Cammie King – Eugenia Victoria „Bonnie Blue” Butler, córka Rhetta i Scarlett
- Hattie McDaniel – Mammy, służąca Scarlett, zakupiona przez jej babcię, która wychowała też Ellen Robillard
- Thomas Mitchell – Gerald O’Hara, ojciec Scarlett, „Suellen” i „Carreen”
- Barbara O’Neil – Ellen O’Hara z d. Robillard, matka Scarlett, „Suellen” i „Carreen”
- Evelyn Keyes – Susan Elinor „Suellen” O’Hara, siostra Scarlett i „Carreen”
- Ann Rutherford – Caroline Irene „Carreen” O’Hara, siostra Scarlett i „Suellen”
- Leslie Howard – Ashley Wilkes, silne zauroczenie Scarlett
- Olivia de Havilland – Melanie Wilkes z d. Hamilton, żona Ashleya i siostra Charlesa, męża Scarlett
- Alicia Rhett – India Wilkes, siostra Ashleya
- Howard Hickman – John Wilkes, Ojciec Ashleya oraz Indii
- Mickey Kuhn – Beau Wilkes, syn Ashleya i Melanie
- Rand Brooks – Charles Hamilton, pierwszy mąż Scarlett i brat Melanie Wilkes
- Laura Hope Crews – Sarah Jane „Pittypat” Hamilton, ciotka Melanie i Charlesa
- Carroll Nye – Frank Kennedy, były narzeczony „Suellen” i drugi mąż Scarlett
- Jane Darwell – Dolly Merriwether, jedna z wdów z Atlanty
- Mary Anderson – Maybelle Picard z d. Merriwether, córka Dolly i żona Rene
- Ona Munson – Belle Watling, kierowniczka domu publicznego
- Oscar Polk – Pork, pierwszy niewolnik Geralda O’Hara i mąż Dilcey
- Butterfly McQueen – Prissy, córka Porka i Dilcey
- Fred Crane – Brent Tarleton, narzeczony „Carreen” O’Hara, wielbiciel Scarlett i brat Stuarta
- George Reeves – Stuart Tarleton, były adorator Indii Wilkes, wielbiciel Scarlett i brat Brenta
- Victor Jory – Jonas Wilkerson, jankeski nadzorca Tary sprzed wojny
- Everett Brown – Duży Sam, brygadzista w Tarze przed wojną
- Eddie Anderson – „wujek” Peter, kierowca i niewolnik ciotki „Pittypat”, który pomagał jej w wychowywaniu Melanie i Charlesa
- Harry Davenport – Dr Meade, lekarz żołnierzy konfederacji w Atlancie
- Leona Roberts – Pani Meade, żona doktora i pielęgniarka
- Jackie Moran – Phil Meade, młodszy syn doktorstwa Meade, zginął w bitwie o Atlantę
- Ward Bond – Tom, jankeski kapitan, zastrzelony przez Scarlett
- Isabel Jewell – Emmie Wilkerson z d. Slattery, uboga sąsiadka domów O’Hara i Wilkes
- Marcella Martin – Cathleen Calvert, młoda przyjaciółka Scarlett

## Produkcja
Scenariusz filmu został oparty na powieści Przeminęło z wiatrem Margaret Mitchell, do której prawa zakupił, za 50 tys. dolarów, producent David O. Selznick. Zdjęcia do filmu rozpoczęto 10 grudnia 1938 roku sceną pożaru Atlanty, a ukończono 11 listopada 1939. Premiera filmu odbyła się w Atlancie 15 grudnia 1939 roku. Jest to jeden z najsłynniejszych filmów w technikolorze.
Film zarobił na świecie ponad 400 mln dolarów amerykańskich, z czego połowę w Stanach Zjednoczonych. Według strony internetowej Box Office Mojo film ten do dziś pozostaje najbardziej dochodowym filmem w USA, jeśli brać pod uwagę inflację – przychód wyniósłby dzisiaj 1,8 mld dolarów (dla porównania, lider rankingu pod względem wartości bezwzględnej Gwiezdne wojny: część VII – Przebudzenie Mocy, według tych danych osiągnął przychód ponad 930 mln; stan na 10 stycznia 2020). Po polskiej premierze w 1963 roku miał 7 719 000 widzów, jako najbardziej udany film roku. Do 1989 roku zostało sprzedanych łącznie 12 mln biletów kinowych.

## Nagrody

### Oscary
Podczas 12. ceremonii wręczenia Oscarów film zdobył 9 Oscarów spośród 14 nominacji (w 13 kategoriach):
| Nagroda                                  | Wynik     | Laureat                                                                                          |
| ---------------------------------------- | --------- | ------------------------------------------------------------------------------------------------ |
| Najlepszy film                           | wygrana   | Przeminęło z wiatrem                                                                             |
| Najlepszy reżyser                        | wygrana   | Victor Fleming                                                                                   |
| Najlepszy aktor                          | nominacja | Clark Gable (Oscara zdobył Robert Donat za rolę w filmie Żegnaj Chips)                           |
| Najlepsza aktorka                        | wygrana   | Vivien Leigh                                                                                     |
| Oscar za najlepszy scenariusz adaptowany | wygrana   | Sidney Howard (nagroda przyznana pośmiertnie)                                                    |
| Najlepsza aktorka drugoplanowa           | wygrana   | Hattie McDaniel                                                                                  |
| Najlepsza aktorka drugoplanowa           | nominacja | Olivia de Havilland                                                                              |
| Najlepsze zdjęcia (kolor)                | wygrana   | Ernest Haller, Ray Rennahan                                                                      |
| Najlepszy montaż                         | wygrana   | Hal C. Kern, James E. Newcom                                                                     |
| Najlepsza muzyka                         | nominacja | Max Steiner (Oscara zdobył Herbert Stothart za muzykę do filmu Czarnoksiężnik z Oz)              |
| Najlepsze efekty specjalne               | nominacja | Jack Cosgrove, Fred Albin, Arthur Johns                                                          |
| Najlepsza scenografia                    | wygrana   | Lyle Wheeler                                                                                     |
| Nagroda za osiągnięcie techniczne        | wygrana   | R.D. Musgrave – pionierskie użycie sprzętu przy produkcji filmu (nagroda specjalna)              |
| Nagroda honorowa                         |           | William Cameron Menzies – wybitne osiągnięcie w użyciu koloru dla podkreślenia nastroju w filmie |
| Najlepszy dźwięk                         | nominacja | Thomas T. Moulton                                                                                |

### People’s Choice
1989 wygrana Kryształowa Statuetka Ulubiony film wszech czasów

### Amerykański Instytut Filmowy
| rok  | typ     | nagroda                                                          | kategoria                                                                                             |
| ---- | ------- | ---------------------------------------------------------------- | --- |
| 1998 | wygrana | Lista 100 najlepszych amerykańskich filmów wszech czasów         | 004. miejsce                                                                                          |
| 2002 | wygrana | Lista 100 najlepszych amerykańskich melodramatów wszech czasów   | 002. miejsce                                                                                          |
| 2005 | wygrana | Lista 25 najlepszych filmowych ścieżek muzycznych wszech czasów  | 02. miejsce Max Steiner                                                                               |
| 2005 | wygrana | Lista 100 najlepszych kwestii filmowych wszech czasów            | 001. miejsce Clark Gable-jako Rhett Butler: „Frankly, my dear, I don’t give a damn.”                  |
| 2005 | wygrana | Lista 100 najlepszych kwestii filmowych wszech czasów            | 031. miejsce Vivien Leigh – jako Scarlett O’Hara: „After all, tomorrow is another day!”               |
| 2005 | wygrana | Lista 100 najlepszych kwestii filmowych wszech czasów            | 059. miejsce Vivien Leigh – jako Scarlett O’Hara: „As God is my witness, I’ll never be hungry again.” |
| 2006 | wygrana | Lista 100 najbardziej inspirujących filmów wszech czasów         | 043. miejsce                                                                                          |
| 2007 | wygrana | Lista 100 najlepszych amerykańskich filmów wszech czasów         | 006. miejsce                                                                                          |
| 2008 | wygrana | Lista 10 najlepszych filmów w 10 klasycznych gatunkach filmowych | Film epicki – 04. miejsce                                                                             |

### Satelity
- 2009 wygrana Najlepsze wydanie DVD za wydanie dwupłytowej edycji z okazji 70-lecia filmu, Najlepsze wydanie DVD filmu dla młodych widzów za wydanie dwupłytowej specjalnej edycji z okazji 70-lecia filmu
- 2009 nominacja  Najlepsze wydanie DVD klasyków kina za wydanie dwupłytowej edycji z okazji 70-lecia filmu

### Stowarzyszenie Nowojorskich Krytyków Filmowych(NYFCC)
1939 Najlepsza aktorka – Vivien Leigh (wygrana)

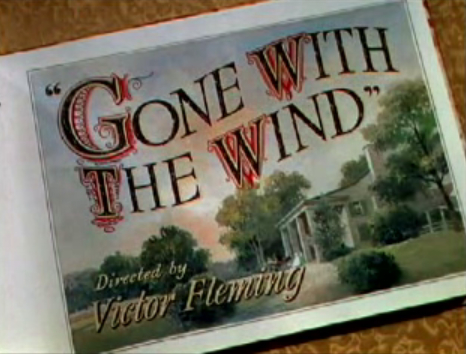
Tytuł filmu ze zwiastuna